# 日野まり
日野 まり（ひの まり、5月22日 - ）は、日本の女性声優。北海道根室市出身。シグマ・セブン所属。

## 人物
北海道根室高等学校時代は演劇部に所属していた。卒業後は上京して声優養成所に通い、2010年にデビュー。2021年11月1日付でシグマ・セブンeから移籍。
趣味は乾燥機の中をながめること、カラオケ。特技はピアノ。三人兄弟の長女で、下に双子の弟（長男）と妹（次女）がいる。

## 出演
太字はメインキャラクター。

### テレビアニメ
2011年
- うさぎドロップ（キャスター）
- 君と僕。（2011年 - 2012年、松岡春〈幼少時〉、女子生徒、友人4、女子高生2、ゆうこ 他） - 2シリーズ

2012年
- アルカナ・ファミリア -La storia della Arcana Famiglia-（サラ）
- はぐれ勇者の鬼畜美学（女子生徒、コクーン）
- この中に1人、妹がいる!（後輩女子、女子生徒、雅の母）
- ROBOTICS;NOTES（淳和の友達A）
- 絶園のテンペスト（生徒）

2013年
- 血液型くん!（AB型女子）
- てーきゅう（園児たち）
- げんしけん 二代目（中島裕子）
- ぎんぎつね（福田朱輝、蓮、女子生徒）
- 世界でいちばん強くなりたい!（練習生）
- ガリレイドンナ（ロベルト幼少期）

2014年
- マケン姫っ!通（耀）
- サムライフラメンコ（子供）
- Wake Up, Girls!（I-1 37番）
- LOVE STAGE!!（ミホ、女子生徒2、女子C、シャンティイ、女子A）
- SHIROBAKO（2014年 - 2015年、新川奈緒、大志郎、生徒、係長、なつき、絵麻の母親）
- selector spread WIXOSS（少女）
- 天体のメソッド（アナウンサー）

2015年
- 四月は君の嘘（司会者）
- アルドノア・ゼロ（オペレーター）
- みんな集まれ!ファルコム学園SC（ポリン）
- ISUCA（調査員、女）
- ハイスクールD×D BorN（ルーク）
- ミカグラ学園組曲（部員）
- Go!プリンセスプリキュア（編集者）
- がっこうぐらし!（アナウンス）
- 監獄学園（教師の声、男の子B、女子F）

2016年
- ヘヴィーオブジェクト（美人捜査官）
- 銀河機攻隊 マジェスティックプリンス（チームフェルケルリーダー） - ノンクレジット
- ふらいんぐうぃっち（犬養）
- 名探偵コナン（女子）
- 斉木楠雄のΨ難（2016年 - 2018年、母親、いずみ） - 2シリーズ
- タブー・タトゥー（アシュ）
- 侍霊演武:将星乱（養護教諭）
- Lostorage incited WIXOSS（2016年 - 2018年、引っ越し屋、はじまりのルリグ、女子生徒、金井のルリグ、御影悠人） - 2シリーズ
- タイムボカン24（女性）
- 魔法少女育成計画（珠の弟）

2017年
- うらら迷路帖（女主人、闇うらら）
- 南鎌倉高校女子自転車部（養護教諭、日原華野、ホテルマン）
- ハンドシェイカー（女児）
- 機動戦士ガンダム 鉄血のオルフェンズ（生徒）
- アリスと蔵六（美容師）
- モンスターハンター ストーリーズ RIDE ON（メラルーC）
- 戦姫絶唱シンフォギアAXZ（ニュースキャスター）
- ラブライブ!サンシャイン!!（アイドルA）
- 血界戦線 & BEYOND（子供たち）
- クラシカロイド（社員）

2018年
- ハクメイとミコチ（ウララ）
- パズドラ（少年B）
- レイトン ミステリー探偵社 〜カトリーのナゾトキファイル〜（係員、ユキ）
- ムヒョとロージーの魔法律相談事務所（2018年 - 2020年、女性受験者、ソフィー母、あいの母、学、大木 他） - 2シリーズ
- ほしの島のにゃんこ（2018年 - 2019年、マオ）
- とある魔術の禁書目録III（2018年 - 2019年、リメエア）

2019年
- 約束のネバーランド（2019年 - 2021年、トーマ、シェリー、ドミニク） - 2シリーズ
- 魔法少女特殊戦あすか（キャスター）
- えんどろ〜!（舞闘家、獣人）
- フルーツバスケット（2019年 - 2021年、草摩紫呉〈幼少期〉） - 2シリーズ
- 女子高生の無駄づかい（女性教諭、女生徒）
- 本好きの下剋上 司書になるためには手段を選んでいられません（2019年 - 2022年、おばさん、フェイの友達、ザシャ、灰色神官見習い、カミル 他） - 3シリーズ
- バビロン（アナウンサー）
- 慎重勇者〜この勇者が俺TUEEEくせに慎重すぎる〜（シスター）
- ライフル・イズ・ビューティフル（生徒）
- ぼくたちは勉強ができない!（女生徒A）
- スタンドマイヒーローズ PIECE OF TRUTH（親戚）

2020年
- 異種族レビュアーズ（オクパ）
- 推しが武道館いってくれたら死ぬ（おしゃれ女子）
- はてな☆イリュージョン（真の母）
- 妖怪学園Y 〜Nとの遭遇〜（2020年 - 2021年、桂馬アユム、霧隠ラント〈7歳〉、ビンキチ、ガマガエール、ヤマンバ、乾タカヒコ、宇佐ヒヨリ、アキコ、テラミン 他）
- アルゴナビス from BanG Dream!（店員）
- 食戟のソーマ 豪ノ皿（料理人C）
- 魔女の旅々（客）
- ひぐらしのなく頃に業（子供）
- 安達としまむら（エキシャーマン）
- ミュークルドリーミー（流れ星モンスター）

2021年
- 2.43 清陰高校男子バレー部（女子高生）
- スケートリーディング☆スターズ（子供、記者）
- 異世界魔王と召喚少女の奴隷魔術Ω（シーリュー）
- SSSS.DYNAZENON（ゲスト）
- ひげを剃る。そして女子高生を拾う。（OL）
- NIGHT HEAD 2041（一般人女性B）
- SELECTION PROJECT（淀川早美）
- 大正オトメ御伽話（幸子、女性客、渥美大和）
- メガトン級ムサシ（2021年 - 2023年、岸部未来、ブチ、土方龍吾〈子供〉、ミカッチ、マーヤ 他） - 2シリーズ
- 86-エイティシックス-（伍長）
- カードファイト!! ヴァンガード overDress（2021年 - 2023年、女生徒 / ユリカ） - 2シリーズ
- 海賊王女（アルビダ）
- 無職転生 〜異世界行ったら本気だす〜（親）

2022年
- オンエアできない!（リポーター、モブ女子AD）
- スローループ（女子生徒）
- 賢者の弟子を名乗る賢者（風の精霊、ピュアラビット）
- リアデイルの大地にて（市民）
- キャップ革命 ボトルマンDX（2022年 - 2023年、少年1、女性ファン1、古本屋店主、リョウ〈幼少期〉、B-DACT女子ボトルバトラー）
- 盾の勇者の成り上がり（亜人の子供A、取り巻き女性）
- ヒーラー・ガール（アナウンサー）
- ハナビちゃんは遅れがち（イッカククン）
- Extreme Hearts（監督ロボ レニ）
- ダンジョンに出会いを求めるのは間違っているだろうかIV 新章 迷宮篇（冒険者）
- 後宮の烏（宮女A）
- アークナイツ（2022年 - 2025年、TVアナウンサー、少年、レユニオン兵、ペトロワ、市民 他） - 3シリーズ
- 陰の実力者になりたくて!（生徒会）

2023年
- REVENGER（近所の人A、女将、堂庵の見世物A、遊女A、尼僧D 他）
- The Legend of Heroes 閃の軌跡 Northern War（店員）
- テクノロイド オーバーマインド（女性ファン）
- 僕の心のヤバイやつ（2023年 - 2024年、店員、大槻） - 2シリーズ
- 神無き世界のカミサマ活動（チルチル、教団員、信者、子供、ケイン 他）
- 絆のアリル（バニティ）
- 山田くんとLv999の恋をする（店員）
- 機動戦士ガンダム 水星の魔女（CICオペレーター）
- はたらく魔王さま!!（店員A）
- 七つの魔剣が支配する（リネット＝コーンウォリス）
- お嬢と番犬くん（女子1、くるみ、メイド2、ホステス）
- アンデッドアンラック（2023年 - 2024年、空港インフォメーション、オペレーター）
- 帰還者の魔法は特別です（学園アナウンス、影の世界のアナウンス）
- オーバーテイク!（女性店員）

2024年
- 魔都精兵のスレイブ（駿河朱々）
- 異世界でもふもふなでなでするためにがんばってます。（幼少ラルフ、ぺぺ屋、フローズンスパイダー、グラーティア）
- 休日のわるものさん（TVアナウンサー、母親、ニュースキャスター、女性レポーター、謎の生物 他）
- スナックバス江（東美樹〈少年期〉）
- ラグナクリムゾン（クリストファー〈少年〉）
- Lv2からチートだった元勇者候補のまったり異世界ライフ（ブロッサム）
- 転生したらスライムだった件（グレンダ）
- 逃げ上手の若君（弧次郎）
- しかのこのこのここしたんたん（妻）
- 魔法使いになれなかった女の子の話（大吉）
- やり直し令嬢は竜帝陛下を攻略中（カミラ）
- デリコズ・ナーサリー（婦人、シャド・ジュラス〈少年期〉）
- ソードアート・オンライン オルタナティブ ガンゲイル・オンラインII（BKA）
- きのこいぬ（こまこの同窓生）

2025年
- ドラえもん（テレビ朝日版第2期）（若い女性、カエル）
- 黒執事 -緑の魔女編-（メイド）
- 最強の王様、二度目の人生は何をする?（フェイリスの友達）
- 紫雲寺家の子供たち（女子部員A）
- mono（イスズスズ子、店員B）
- SAKAMOTO DAYS（阿藤）

### 劇場アニメ
- 氷川丸ものがたり（2015年、平山次郎〈回想3歳〉[24]）
- GAMBA ガンバと仲間たち（2015年、ダンサー①）
- ラブライブ!サンシャイン!! The School Idol Movie Over the Rainbow（2019年、女子生徒）
- 空の青さを知る人よ（2019年）
- 劇場版 SHIROBAKO（2020年、新川奈緒[25]、常盤ひろこ、トマト[26] 他）
- シドニアの騎士 あいつむぐほし（2021年、女性操縦士）
- コードギアス 奪還のロゼ（2024年、市民、シスター）
- 劇場版すとぷり はじまりの物語〜Strawberry School Festival!!!〜（2024年、母親）

### OVA
- CØDE:BREAKER（2013年、女の子） - コミックス第23巻DVD付き限定版
- 四月は君の嘘（2015年、女性） - コミックス第11巻DVD付き限定版
- GRANBLUE FANTASY The Animation Extra 2（2017年、子供D）
- 立山砂防・土砂との闘い〜世界に誇る防災遺産〜（2017年）

### Webアニメ
- モンストアニメ（2017年、秘書）
- 異世界のトイレで大をする。（2019年、ヨータロー、ヌラエル）
- コタローは1人暮らし（2022年、勇太、女1）
- Shenmue the Animation（2022年、高文、麻衣、アイリン）
- タコピーの原罪（2025年、先生[初出 8]）

### ゲーム
2013年
- 黒白〜コクハク〜（白月）

2015年
- 封印勇者！マイン島と空の迷宮（フロン、ハチェット、フェイティス、プリマ）
- ソードアート・オンライン-ロスト・ソング-（役名表記なし）

2016年
- ブレス オブ ファイア6 白竜の守護者たち（女性主人公）
- レゴ ネックスナイツ：マーロック2.0（アヴァ・プレンティス）

2017年
- 天華百剣-斬-（大倶利伽羅）
- ソードアート・オンライン インテグラル・ファクター（主人公ボイス）
- ミラクルちゅーんず！ゲームでチューンアップ！だプン！（ポップン）

2018年
- ソードアート・オンライン フェイタルバレット（女性主人公 ボイス1・ボイス5）
- デジモンリアライズ（アルマジモン）

2021年
- 少女キャリバー.io（グングニル）
- とある魔術の禁書目録 幻想収束（リメエア）
- メガトン級ムサシ

2023年
- モンスターユニバース（アロウズ、アスール、ブロケード、アクア）

2024年
- アズールレーン（モガドール）

2025年
- モンスターストライク（グレンダ）
- PROGRESS ORDERS（マール）

### ドラマCD
- アイツの大本命3、4、MAGAZINE　BE×BOY付録（2011年、さおり、2012年、少女、女子）※付録は同雑誌 2012年6月号付属ドラマCD
- ダブルミンツ（2012年、女）
- ギリギリアウト!?的ダミーダミーヘッドCD（2013年、養護教諭）
- ヒマなのでハジメテみます。（2013年、中津川ヒカリ・女子D）
- カーニヴァル 明日の約束（2013年、ノイリー）
- PSYCHO-PASS サイコパス 追跡者 縢秀星 上下巻（2015年、縢秀星（少年））
- 百千さん家のあやかし王子  其の壱～参（2015年、金霊、飯塚花、太鼓もち）
- パパ's アサシン。〜龍之介は飛んでゆく。〜（2016年、アヤ）
- もういちど、なんどでも。（2016年、古藤多恵）
- 本日中にお召し上がりください（2017年、太陽姉）
- 僕は君のいいなり2（2018年、木下姉）
- ふらいんぐうぃっち（2019年、犬養[39]）
- 墜落JKと廃人教師（2019年）※花とゆめ 2019年16号付録ドラマCD
- 黒か白か2（2019年、女子部員）
- アパシー 学校であった怖い話 ドラマCD（2019年、倉田恵美）
- 薬屋のひとりごと（2020年、嬌嬌[40]）※特装版第9巻付属ドラマCD

### 吹き替え

#### 映画
- サイコメトリー 〜残留思念〜（2014年、ダヒ〈キム・ユビン〉）※DVD
- スピーチ&ディベート（2017年、リッジ先生〈サラ・ベイカー〉）※Netflix

#### ドラマ
- ザ・ブリッジ 〜国境に潜む闇（2013年、アルマ、アドリアーナ）※スーパー!ドラマTV
- グッドガールズ: 崖っぷちの女たち（2018年）※Netflix

#### アニメ
- レゴ ネックスナイツ（2016年、アヴァ・プレンティス、アリス・スクワイアーズ[41]、ラバリア[42]）
- ファイヤーバディ（2023年、バンス、マリーナ・ラミレス[43]）
- フェ〜レンザイ -神さまの日常-（2023年、ジュウオウ）

### デジタルコミック
- Beeマンガ アゴなしゲンとオレ物語（2010年12月20日 ‐ 、ちいちゃん[44]）
- Beeマンガ ユニコ（2010年8月1日 ‐ 、メアリ[45]）
- Beeマンガ 働きマン（2011年5月1日 ‐ 、渚マユ[46][47]）
- dTV アイアムアヒーロー（2016年4月1日 - 、テッコ）

### ラジオ
- ひのまりのネムロのひだまり（2011年11月 - 、FMねむろ）
- ひのとあおいの、かまってください！（2018年1月 - 、YouTube配信） - 葵井歌菜と共演
- 師匠シリーズ （2024年月 -、言霊堂）[48][49]

### ナレーション
- ダイワ・ビジネススコープ（ダイワ・証券情報TV）

### その他コンテンツ
- 世界の衝撃ストーリー（声の出演）
- ノーマン・ロックウェル（2013年、家出の少年）※Rockwell's ショートストーリー
- アイドル×戦士ミラクルちゅーんず!（2017年、ポップンの声）
- ボイスドラマ『Extreme Hearts S×S×S』（2022年、レニ）

## ディスコグラフィ

### キャラクターソング
| 発売日  | 商品名                                                                           | 歌                                                                           | 楽曲                         | 備考                                     |
| 2021年  | 2021年                                                                           | 2021年                                                                       | 2021年                       | 2021年                                   |
| ------- | -------------------------------------------------------------------------------- | ---------------------------------------------------------------------------- | ---------------------------- | ---------------------------------------- |
| 7月21日 | 百華繚乱 参                                                                      | 大倶利伽羅（日野まり）、古今伝授の太刀（朝日奈丸佳）、骨喰藤四郎（澤田美晴） | 「ちょこれいとせんそう！」   | ゲーム『天華百剣 -斬-』関連曲            |
| 2024年  |                                                                                  |                                                                              |                              |                                          |
| 3月6日  | 『魔都精兵のスレイブ』キャラクターソングミニアルバム 01 「嵐を駆けよ波乱の鬣よ」 | 魔防隊七番組                                                                 | 「嵐を駆けよ波乱の鬣よ」     | テレビアニメ『魔都精兵のスレイブ』関連曲 |
| 3月6日  | 『魔都精兵のスレイブ』キャラクターソングミニアルバム 01 「嵐を駆けよ波乱の鬣よ」 | 駿河朱々（日野まり）                                                         | 「ホップステップ笑顔爆発！」 | テレビアニメ『魔都精兵のスレイブ』関連曲 |

### シリーズ一覧
1. ↑  第1期（2011年）、第2期『2』（2012年）
2. ↑  第1期（2016年）、第2期（2018年）
3. ↑  第1期（2016年）、第2期『Lostorage conflated WIXOSS』（2018年）
4. ↑  第1期（2018年）、第2期（2020年）
5. ↑  第1期（2019年）、第2期（2021年）
6. ↑  第1期『1st season』（2019年）、第3期『The Final』（2021年）
7. ↑  第1期（2019年）、第2期（2020年）、第3期（2022年）
8. ↑  シーズン1（2021年）、シーズン2（2022年 - 2023年）
9. ↑  Season2（2021年）、続編『will+Dress』Season2（2023年）
10. ↑  第1期『【黎明前奏/PRELUDE TO DAWN】』（2022年）、第2期『【冬隠帰路/PERISH IN FROST】』（2023年）、第3期『【焔燼曙明/RISE FROM EMBER】』（2025年）
11. ↑  第1期（2023年）、第2期（2024年）

### 初出話一覧
1. 1 2  第22話初出
2. 1 2 3 4  第2話初出
3. 1 2 3  第4話初出
4. 1 2  第9話初出
5. 1 2  第10話初出
6. ↑  第14話初出
7. ↑  第16話初出
8. 1 2 3 4 5 6 7  第1話初出
9. 1 2  第3話初出
10. 1 2 3 4  第6話初出
11. 1 2 3  第8話初出
12. 1 2  第7話初出
13. ↑  第53話初出
14. 1 2  第11話初出
15. ↑  第767話初出
16. ↑  第768話初出
17. ↑  第18話初出

### ユニットメンバー
1. ↑  鬼頭明里、宮本侑芽、日野まり、立花日菜